# Scolobates nigerrimus
Scolobates nigerrimus là một loài tò vò trong họ Ichneumonidae.